# Rainer-Insel
Die Rainer-Insel (russisch Остров Райнера, Ostrow Rainera) ist eine unbewohnte Insel des zu Russland gehörenden arktischen Franz-Josef-Lands.

## Geographie
Sie liegt im nördlichen Teil des Archipels Franz-Josef-Land südöstlich der Karl-Alexander-Insel, von der sie durch den 3 Kilometer breiten Scott-Keltie-Sund getrennt ist. Weiter im Südosten liegen hinter der Ruslan-Straße die Hoffmann- und die Becker-Insel. Der Rainer-Insel nordöstlich vorgelagert ist die Iwanow-Insel. Den Ausgang des Scott-Kelti-Sunds versperren die Lesgaft-Riffe. Die Rainer-Insel ist annähernd kreisrund und fast vollständig von einer 284 Meter hohen Eiskappe bedeckt. Nur am Kap Beuermann im äußersten Nordosten gibt es einen kleinen eisfreien Bereich.

## Geschichte
Die Insel wurde 1874 von der Österreichisch-Ungarischen Nordpolexpedition unter Leitung von Carl Weyprecht und Julius Payer entdeckt und nach Erzherzog Rainer von Österreich benannt.